# 宮路雄資
宮路 雄資（みやじ ゆうすけ、1936年1月2日 - ）は、日本競輪選手会熊本支部に所属していた元競輪選手。
日本競輪学校第3期生。選手登録番号5939。

## 来歴
1961年及び1964年の高松宮賜杯競輪（現 高松宮記念杯競輪、いずれも大津びわこ競輪場）でいずれも決勝3着。
1966年、高松宮賜杯決勝（大津びわこ）で、同県の松本秀房とのワンツーを決め、30歳にして初の特別競輪優勝。また、同大会決勝戦史上初めて、連勝単式（現在の枠番連勝単式）車券が万車券（1万2200円）配当となった。そして同年の日本選手権競輪（後楽園競輪場）ではゴール直前、稲村雅士を交わして優勝した。
熊本県を登録地をする選手の特別競輪（現在のGI）優勝は、宮本義春以来となった。宮路の日本選手権優勝後は、2006年の全日本選抜競輪で合志正臣が果たすまで、40年間なかった。
1988年9月14日選手登録削除。